# Pseudoterpna lesuraria
Pseudoterpna lesuraria is een vlinder uit de familie van de spanners (Geometridae). De wetenschappelijke naam van de soort is voor het eerst geldig gepubliceerd in 1933 door Lucas.